# (500190) 2012 GZ20
(500190) 2012 GZ20 es un asteroide perteneciente al cinturón de asteroides, descubierto el 28 de febrero de 2012 por el equipo del Pan-STARRS desde el Observatorio de Haleakala, Hawái, Estados Unidos.

## Designación y nombre
Designado provisionalmente como 2012 GZ20.

## Características orbitales
2012 GZ20 está situado a una distancia media del Sol de 2,432 ua, pudiendo alejarse hasta 2,801 ua y acercarse hasta 2,063 ua. Su excentricidad es 0,151 y la inclinación orbital 2,086 grados. Emplea 1385,68 días en completar una órbita alrededor del Sol.

## Características físicas
La magnitud absoluta de 2012 GZ20 es 18,2.